# Iodură de argint
Iodura de argint este un compus chimic anorganic cu formula AgI, având o culoare galbenă deschisă și fiind insolubil în apă. Este folosită predominant în meteorologie, fotografie, medicină veterinară și ca catalizator în procese industriale.

## Obținere
Iodura de argint (AgI) este un compus anorganic, solid galben deschis, cunoscut pentru fotosensibilitatea sarefp.cohlife.org. Sinteza clasică a AgI se realizează printr-o reacție de precipitare: amestecarea unei soluții de ioni argint (de exemplu, azotat de argint, AgNO₃) cu o soluție de iodură (de exemplu, iodură de potasiu, KI) produce un precipitat solid galben de AgIrefp.cohlife.org. Ecuația netă este:Iodura de argint este produsă în laborator prin reacția de precipitare dintre azotat de argint și iodură de potasiu:
{\displaystyle {\ce {AgNO3 + KI -> AgI v + KNO3}}}
Precipitatul proaspăt de AgI este foarte fin și fotosensibil, necesitând protecție de lumină pentru a preveni reducerea fotolitică a Ag^+ la argint metalic (ceea ce îi conferă nuanțe cenușii)refp.cohlife.org. De obicei, sinteza se efectuează în întuneric sau iluminare minimă, iar solidul este spălat și uscat în absența luminii puternice.
Precipitatul proaspăt de AgI este foarte fin și fotosensibil, necesitând protecție de lumină pentru a preveni reducerea fotolitică a Ag^+ la argint metalic (ceea ce îi conferă nuanțe cenușii)refp.cohlife.org. De obicei, sinteza se efectuează în întuneric sau iluminare minimă, iar solidul este spălat și uscat în absența luminii puternice.
Precipitatul inițial conține un amestec de faze cristaline principale ale AgIrefp.cohlife.org. Iodura de argint prezintă polimorfism, structura sa depinzând de temperatura de existențărefp.cohlife.org:
- β-AgI (forma hexagonală, tip wurtzită) – este forma stabilă la temperaturi sub aprox. 146°C (420 K)refp.cohlife.org. Mineralul natural iodargirit (AgI) corespunde acestei faze β stabile la temperatura camereirefp.cohlife.org. Această formă are o structură cristalină asemănătoare gheții (rețeaua hexagonală), proprietate importantă pentru aplicațiile meteorologice (nucleerea gheții).
- α-AgI (forma cubică, supranionică) – devine stabilă la temperaturi peste ~146°C (tranziția β→α). Structura α are rețeaua centrată intern (body-centered cubic) cu o distribuție dezordonată a ionilor Ag^+ pe situri octaedrice/tetraedrice, permițând mobilitatea extrem de ridicată a ionilor de argintrefp.cohlife.org. De fapt, α-AgI este un conductor ionic rapid (superionic); la ~150°C conductivitatea sa ionică depășește 1 Ω^−1·cm^−1, comparabilă cu metalele bune conductoare. Această fază poate fi menținută și la temperaturi mai joase prin cuplare cu rețea AgNO₃: de exemplu, dizolvarea AgI într-un exces de azotat de argint concentrat și precipitarea prin diluție conduce la obținerea AgI α metastabil la temperatura camereirefp.cohlife.org.
- γ-AgI (forma cubică zinc-blende) – este o fază metastabilă care poate coexista la temperaturi sub ~146°C. Are structură de tip blenda de zinc (cubică fațetată) și apare adesea când AgI este precipitat rapid din soluții apoase obișnuiterefp.cohlife.org. Precipitatul crud de AgI obținut din reacția AgNO₃ + KI conține în general un amestec de β-AgI și γ-AgIrefp.cohlife.orgrefp.cohlife.org. Forma γ tinde să se transforme în β-AgI în timp, la temperatura camerei.

Purificare și obținere faze pure: Pentru a obține faze specifice, se aplică metode umede de recristalizare. De exemplu, dizolvarea precipitatului de AgI în acid iodhidric concentrat (HI) urmată de diluare cu apă duce la reprecipitarea preferențială a AgI-β pur (structura wurtzitică)refp.cohlife.org. Alternativ, dizolvarea AgI într-o soluție concentrată de azotat de argint și apoi diluarea produce AgI-α (structura cubică în care Ag^+ este stabilizat în excesul de AgNO₃) la temperatura camereirefp.cohlife.org. În toate cazurile, manipularea se face la lumină redusă pentru a evita degradarea. Iodura de argint este insolubilă în apă (K_sp ~ 1×10^−16 la 25°C), dar se dizolvă în prezența solvenților care pot forma complecși cu Ag^+ (ex. tiosulfat de sodiu în procesul de fixare fotografică) sau în soluții concentrate de iodură (formând ion tri-iodură, [AgI₂]^−).
În sinteză, AgI apare adesea ca precipitat în analize chimice (precipitimetrie, metoda Mohr/Fajans pentru halogeni) datorită culorii sale distincte. De asemenea, este folosit ca punct de plecare pentru sinteza altor compuși de argint dificil de obținut direct – de exemplu, încălzirea AgI cu tiosulfat poate genera compuși complecși de argint, iar schimbul cu baze poate produce oxizi de argint.

## Utilizări

#### Meteorologie
Iodura de argint are aplicații importante în meteorologie, în special în programele de modificare activă a vremii precum combaterea grindinei și stimularea precipitațiilor (însămânțarea norilor). Această utilizare se bazează pe similitudinea structurală dintre AgI (forma β, hexagonală) și gheața hexagonală, ceea ce face ca particulele de AgI să acționeze ca nuclee de îngheț pentru vaporii suprarăciți din nori. Prin proces de nucleație heterogenă, AgI poate induce formarea cristalelor de gheață în nori, declanșând precipitații sub formă de ploaie sau grindină măruntă, reducând astfel probabilitatea formării grindinei mari distructive.
Un avion ușor (Cessna 210) echipat cu generatoare de iodură de argint, utilizat pentru însămânțarea norilor în scopul prevenirii grindinei și stimulării ploilor.
În România și alte țări, norii cumulonimbus periculoși sunt tratați prin lansarea de rachete sau folosirea de avioane care dispersează aerosoli de AgI în masa norului. În interiorul norului, particulele de AgI generează o mulțime de micro-cristale de gheață (embrioni artificiali de grindină) care concurează cu embrionii de grindină formați natural. Această suprapopulare cu nuclee glacigene duce la fragmentarea resurselor de apă suprarăcită din nor în multe boabe mici de gheață în loc de câteva bucăți mari; astfel, dacă se formează grindină, ea va fi de dimensiuni mult mai mici și se poate topi înainte de a atinge solul. Studii de teren arată că intervențiile antigrindină nu reduc cantitatea totală de precipitații căzute din nor; dimpotrivă, pot duce la o creștere de ~10–15% a volumului de ploaie în norii tratați, datorită eficientizării proceselor microfizice de condensare.

### Aplicații în fotografie (istorice și moderne)
Iodura de argint a jucat un rol esențial în dezvoltarea timpurie a fotografiei. Fotosensibilitatea sa – adică abilitatea de a suferi transformări chimice sub acțiunea luminii – a fost exploatată în primele procese fotografice din secolul al XIX-lea. Atunci, halogenurile de argint (clorura, bromura și iodura de argint) au fost materialele cheie pentru înregistrarea imaginilor, datorită faptului că expunerea la lumină determină reducerea lor la argint metalic microscopic (formând imaginea latentă, ulterior revelată).
Dagherotipia (inceputul anilor 1840): Primul proces fotografic de succes, inventat de Louis Daguerre în 1839, utiliza iodură de argint. O placă de cupru argintată era expusă vaporilor de iod, formând pe suprafața ei un strat subțire de iodură de argint fotosensibilă. Placa era apoi expusă în camera obscură; imaginea latentă formată (prin fotoreducerea parțială a AgI la Ag) era revelată prin expunerea la vapori de mercur și fixată cu soluție de tiosulfat de sodiu (hiposulfit). Dagherotipurile produceau imagini unice, de mare claritate, pe suport metalic. Iodura de argint era crucială pentru sensibilitatea acestei tehnici. Totuși, dagherotipia necesita timpi lungi de expunere (minute întregi) deoarece iodura de argint pură are o fotoreactivitate relativ lentă – ea se descompune sub acțiunea luminii mai greu comparativ cu alte halogenuri de argintpmc.ncbi.nlm.nih.gov. În plus, procesul era complex și periculos (implica mercur).
Calotipia (talbotipia, 1841): William Henry Fox Talbot a introdus un proces pe hârtie în 1841, în care hârtia era impregnată cu iodură de argint (obținută prin înmuierea hârtiei în soluție de KI apoi în AgNO₃). Imaginea negativă obținută pe hârtie (prin expunere și developare cu acid galic) putea fi folosită pentru a realiza pozitive pe altă hârtie sensibilizată – acesta a fost începutul conceptului de negativ-pozitiv în fotografie. Iodura de argint era elementul fotosensibil inițial al calotipului, însă Talbot a descoperit că adăugarea bromurii de argint crește sensibilitatea. Acest proces a fost precursorul filmului modern, dar prezenta granulație ridicată și a fost rapid depășit de metoda următoare.
Procesul cu colodiu umed (anii 1850–1870): Dezvoltat de Frederick Scott Archer (1851), a înlocuit dagherotipia până la sfârșitul anilor 1850. Colodiul (nitroceluloză dizolvată în eter și alcool) amestecat cu iodură de potasiu (și adesea bromură) era turnat pe o placă de sticlă, apoi placa încă umedă era introdusă într-o baie de azotat de argint. Astfel, direct pe placă se formau in situ cristale fine de iodură de argint și bromură de argint înmatriciate în colodiu. Placa sensibilizată trebuia expusă și revelată cât era încă umedă. Avantajul major era timpul de expunere mult redus (câteva secunde până la zeci de secunde), datorită sensibilității sporite conferite de bromura de argint. Iodura de argint juca totuși un rol: asigura o stabilitate a imaginii latente și contribuia la redarea tonurilor. Procesul colodiu producea negative pe sticlă de înaltă claritate, permițând obținerea unor copii pe hârtie albuminată. Până în ~1880, colodiul umed a fost tehnica standard, fiind ulterior înlocuit de plăcile uscate cu gelatină.
Emulsii pe bază de gelatină și bromură de argint (din 1871): Richard Maddox a introdus plăcile uscate cu gelatină și bromură de argint, marcând trecerea la fotografia modernă. Gelatina servea ca mediu coloidal în care erau precipitate cristale de halogenură de argint. În scurt timp, aceste emulsii au incorporat bromură de argint ca principal agent sensibil, cu adausuri mici de iodură de argint pentru îmbunătățirea performanței. S-a constatat că emulsille doar cu iodură de argint sunt mult mai puțin sensibile la lumină decât cele pe bază de bromură, de aceea iodura a fost în mare parte înlocuită de bromură în compoziția filmelor fotografice. Totuși, iodura de argint a rămas prezentă în proporții mici (1–10%) în aproape toate emulsile fotografice pe film sau hârtie, alături de bromura de argint. Acest amestec oferă granulație fină și control al sensibilității spectrale. De exemplu, filmele alb-negru și cele color din secolul XX foloseau cristale de AgBr dopate cu iod (AgBr(I)) – iodura tinde să se concentreze în interiorul sau la nucleul cristalelor, mărind eficiența latentă și stabilitatea la reciprocipitate (expuneri lungi). În procesele color, straturile de emulsie conțin halogenuri mixte de argint (AgBr/AgI) cu sensibilizare spectrală prin coloranți.
Starea actuală a utilizării: Fotografierea pe film argentic (pe bază de halogenuri de argint) a cunoscut un declin drastic odată cu apariția fotografiei digitale. Până la mijlocul anilor 2000, fotografia digitală a înlocuit în mare parte tehnologia clasică cu halogenuri de argint în aplicațiile comerciale și de masăaccessscience.com. Producția de filme pe bază de AgX (AgCl/AgBr/AgI) a scăzut, multe laboratoare chimice au fost închise, iar majoritatea utilizatorilor s-au mutat spre camerele digitale. Cu toate acestea, fotografia pe film nu a dispărut complet: un segment de entuziaști și artiști continuă să folosească filme foto, apreciind estetica distinctă. Iodura de argint, ca parte componentă a emulsiei, se regăsește în continuare în materialele alb-negru și color disponibile (de exemplu, filmele color moderne au ~2–5% AgI în cristalele de bromură de argint pentru a controla sensibilitatea la albastru și dimensionalitatea cristalelor). În plus, procese fotografice istorice au fost reînviate în scop artistic – de exemplu, dagherotipii moderne sau ferotipii – în care se utilizează din nou iodură de argint pentru sensibilizare, deși doar la scară mică.
În concluzie, rolul iodurii de argint în fotografie a fost pivotant în perioada incipientă (permițând primele imagini permanente) și a rămas semnificativ în fotografia pe film de-a lungul secolului XX ca aditiv în emulsii. Astăzi, folosirea sa directă a fost în mare parte înlocuită de senzori digitali, dar AgI rămâne 

#### Utilizări în medicina veterinară și umană
Compușii argintului sunt cunoscuți pentru proprietățile lor antimicrobiene încă din antichitate, iar iodura de argint nu face excepție. Deși mai puțin folosită decât nitratul de argint sau derivații proteici ai argintului (ex. protargol, colargol), iodura de argint a avut utilizări medicale, în special în medicina veterinară tradițională, ca antiseptic local și astringent.
Iodura de argint poate fi formulată în suspensii coloidale aplicabile pe mucoase (de ex. mucoasa bucală, faringiană sau oculară) pentru a combate infecțiile locale. În astfel de formulări, AgI este menținut fin dispersat și acționează prin eliberarea foarte lentă de urme de ion Ag^+ care sunt toxice pentru bacterii, ciuperci și alți agenți patogeni, dar suficiente pentru efect antiseptic. Un exemplu notabil istoric a fost produsul farmaceutic „Neosilvol”, o suspensie coloidală de iodură de argint folosită ca antiseptic pentru mucoase (analog produselor pe bază de argint coloidal). De asemenea, AgI a fost investigată ca ingredient în unele pulberi sau unguente cu efect astringent (care usucă și precipită proteinele la suprafața țesuturilor, contribuind la hemostază și vindecare).
În medicina veterinară, agenții antiseptici pe bază de argint erau utilizați pentru tratarea plăgilor sau infecțiilor tegumentare la animale. Iodura de argint, datorită insolubilității sale, era considerată mai blândă în eliberarea ionilor de argint comparativ cu nitratul de argint (care este foarte caustic). Preparatele coloidale de AgI au fost folosite, de exemplu, în tratamentul unor infecții oculare sau ca instilații locale în afecțiuni ORL veterinare, având acțiune dezinfectantă de contact. Deoarece argintul are efect inhibitor asupra multiplicării bacteriilor, astfel de soluții contribuie la curățarea plăgilor și prevenirea infecțiilor. În prezent, iodura de argint ca atare este rar folosită în produsele farmaceutice de uz veterinar, fiind în mare parte înlocuită de substanțe antiseptice mai moderne (ex. iod povidona, clorhexidină) sau de forme de argint cu eficacitate mai ridicată (nanoparticule de argint, sulfadiazine de argint etc.). Totuși, proprietățile sale antiseptice rămân documentate: HSDB (Hazardous Substances Data Bank) menționează AgI ca agent inclus în categoria "anti-infecțioase locale" și antiseptice locale veterinare pentru mucoase.
Un alt domeniu în care s-a explorat utilizarea AgI este cel al preparatelor astringente (care „strâng” țesuturile și reduc secrețiile). Similar altor săruri de argint, iodura de argint precipită proteinele la contact, putând ajuta la formarea unei bariere protectoare pe răni. În practicile vechi, soluțiile diluate de iodură (generate in situ din tincturi de iod și agenți reducători) erau folosite la spălarea unor plăgi infectate la animale de fermă. Astăzi aceste practici sunt în mare măsură istorice, dar ele subliniază importanța iodurii de argint ca pionier al antisepticelor: înainte de antibiotice, compușii de iod și argint (incluzând AgI) erau printre puținele arme contra infecțiilor.
De menționat că expunerea excesivă la compuși ai argintului (ingestie sau aplicații repetate) poate duce la argirie – o pigmentare gri-albăstruie a pielii și mucoaselor din cauza depunerii de particule de argint metalic. Iodura de argint, în dozele mici antiseptice, are un risc foarte redus de argirie, dar acest efect a fost notat la subiecți expuși cronic la argint (inclusiv personal care fabrica filme fotografice). Astfel, utilizarea sa medicinală a fost întotdeauna locală și pe termen scurt.
În concluzie, iodura de argint are proprietăți antiseptice și astringente recunoscute, fiind folosită ocazional în trecut în medicina veterinară pentru dezinfectarea mucoaselor și plăgilor. Azi, importanța sa farmaceutică directă e micșorată, dar substanța rămâne relevantă istoric ca parte din arsenalul antiseptic și ca exemplu timpuriu de nanomaterial antimicrobian (particulele fine de AgI coloidal fiind, practic, nanoparticule utilizate înainte ca termenul să existe).

#### Catalizatori și alte aplicații industriale
Pe lângă aplicațiile meteorologice și fotografice, iodura de argint găsește utilizări și în diverse procese chimice și industriale, fie ca material catalitic, fie ca component funcțional în dispozitive.
Cataliză în chimia organică: Deși argintul nu este un catalizator de tranziție comun ca paladiul sau platinul, sărurile de argint (inclusiv AgI) au fost investigate ca catalizatori alternativi în reacții de cuplare. Un exemplu notabil este reacția Sonogashira (cuplarea unui compus aromatic halogenat cu un alchin terminal). S-a demonstrat că iodura de argint poate cataliza cuplarea Sonogashira a iodurii de aril cu alchine terminale, oferind randamente bune în anumite condiții. În acest context, AgI acționează probabil prin formarea de specii catalitice Ag(I)/Ag(III) care facilitează formarea legăturilor C–C (mecanism analog catalizatorilor de aur sau cupru). Literatura raportează o astfel de reacție de cuplare catalizată de AgI ca fiind eficientă și evitând necesitatea cuprului co-catalizator (folosit tradițional în Sonogashira)thieme-connect.comscispace.com. Această utilizare este valoroasă în sinteza farmaceutică fină și chimia materialelor, argintul fiind mai ieftin decât paladiul.
Iodura de argint nanoparticulată prezintă de asemenea activitate catalitică sporită datorită suprafeței mari. Un studiu (Safaei-Ghomi și colab.) a arătat că nanoparticulele de AgI pot acționa ca nano-catalizatori eficienți și reutilizabili pentru sinteza benzofuranilor printr-o reacție într-un singur vas, în apă, la temperaturi moderate. Catalizatorul AgI nanometric a permis obținerea benzofuranilor (structuri heterociclice utile, de exemplu, în compuși farmaceutici) cu randamente ridicate, putând fi recuperat și refolosit de mai multe ori datorită stabilității sale. Acest exemplu evidențiază potențialul AgI în cataliza verde (procese în solvent apos, cu catalizatori solizi recuperabili).
Fotocataliză și materiale antimicrobiene: Iodura de argint este un semiconductor cu bandă interzisă în domeniul vizibil (E_g ~2,8 eV), ceea ce îl face potrivit pentru aplicații fotocatalitice sub lumină vizibilă. În ultimul deceniu, cercetările în domeniul trataării apei și purificării mediului au inclus compuși heterojoncți pe bază de AgI. De exemplu, s-au fabricat nano-compozite de AgI/grafit-nitru de carbon (g-C₃N₄) care prezintă activitate fotocatalitică ridicată sub lumină vizibilă, degradând eficient poluanți organici (cum ar fi coloranți) și având și activitate antibacteriană semnificativă. În aceste sisteme, AgI funcționează în tandem cu un alt semiconductor (g-C₃N₄, BiOCl, TiO₂ etc.) într-un aranjament de tip Z-scheme, unde electronii și golurile generate foto sunt separați eficient, sporind reactivitatea. Prezenta argintului conferă și efect antimicrobian direct: ionii Ag^+ generați în urma excitării pot ucide bacterii, astfel încât aceste materiale sunt studiate pentru decontaminarea apei sau suprafețe antibacteriene. Un alt exemplu este utilizarea AgI imobilizat pe suporturi solide împreună cu nanoparticule de argint metalic, creând o combinație plasmonică activă la lumină vizibilă – s-a demonstrat că un compozit Ag (metal)/AgI poate fotodegrada compuși organici precum metiloranjul cu eficiență foarte bună. Astfel de aplicații poziționează AgI ca un ingredient în noile generații de fotocatalizatori pentru mediu.
Conductori ionici și electrochimie: Iodura de argint, în special faza α suprionică, este celebră în domeniul conductelor solide de ioni. Fiind unul dintre primii superioni descoperiți (conducție de Ag^+ în rețeaua solidă), AgI a fost utilizată ca electrolit solid în diverse celule și senzori electrochimici. De exemplu, pilele de combustie și acumulatorii solizi experimentali au folosit membrane de AgI ca mediu de transport al ionilor de argint între electrozi. Un caz clasic este celula Weston modifcată sau alte tipuri de referințe electrochimice unde Ag/AgI poate servi ca electrod de referință, similar cu electrodul de calomel. În astfel de aplicații, avantajul AgI este stabilitatea chimică (nu se dizolvă, deci electrolitul rămâne solid) și conductivitatea suficientă la temperaturi moderate. De asemenea, în senzori de gaz sau de umiditate s-au testat straturi subțiri de AgI: modificările de fază și de conductivitate cu temperatura pot fi corelate cu concentrația unor gaze.
Alte aplicații industriale:
- Material de referință fotosensibil: Datorită fotosensibilității sale, AgI a fost folosită pentru teste și calibrarea unor echipamente (ex. ca standard în studiul reacțiilor fotocatalitice sau ca indicator în unele reacții chimice lente la lumină).
- Obținerea argintului metalic ultra-pur: Prin termoliza controlată a AgI (încălzire în mediu reducător), se poate obține argint metalic fin dispersat. Procedeul a fost folosit și la fabricarea de oglinzi pentru telescoape (prin depunere chimică pe bază de AgI).
- Pigmenți și pirotehnie: Iodura de argint are o frumoasă culoare galbenă, însă fotosensibilitatea sa a limitat folosirea ca pigment. Totuși, a fost experimentată în artificii și petarde meteorologice ca sursă de vapori de argint/iod (de exemplu, rachete pirotehnice antigrindină conțin AgI amestecat cu nitrat de sodiu și alți combustibili pentru a produce aerosolul activ).

## Riscuri ecologice și reglementări
Datorită naturii sale de substanță chimică introdusă în mediu, s-au pus întrebări privind impactul ecologic al iodurii de argint folosite în aceste intervenții. În prezent, consensul științific indică faptul că utilizarea AgI în cantitățile foarte mici necesare însămânțării nu prezintă pericole ecologice semnificative. Limitele maxime admise pentru AgI în mediu sunt relativ stricte (de exemplu, 0,01 mg/m³ în aer; 0,05 mg/L în apă de suprafață; 2820 mg/kg în sol), însă chiar și în scenariul unui consum anual intens de rachete, concentrațiile reale de AgI depuse sunt cu 2–6 ordine de mărime mai mici decât aceste praguri. Iodura de argint nu se bioacumulează în lanțul trofic și are solubilitate extrem de scăzută, rămânând inertă în sol și apă. Studiile pe mii de probe de sol, apă, plante și plancton (inclusiv în Grecia – Tsiouris et al., 2002) nu au evidențiat efecte negative sau acumulări de argint provenit din norii însămânțați. Conform Weather Modification Association (WMA) și OMM, impactul ecotoxicologic al AgI folosit ca agent de însămânțare este practic neglijabil pentru om, animale și mediu, datorită:
- Dozelor foarte mici utilizate și dispersiei rapide a particulelor în atmosferă;
- Lipsei bioacumulării argintului în organisme (ionul Ag^+ rămâne legat în compuși insolubili);
- Caracterului inert și insolubil al AgI în majoritatea mediilor naturale (nu se dizolvă, nu reacționează ușor).

Studiile pe termen lung (programe din Sierra Nevada – Spania, sau din Australia) au concluzionat că nu apar acumulări periculoase de AgI în sol, apă sau vegetație în zonele tratate și că efectele asupra albinelor, microflorei, faunei sau sănătății umane sunt insignifiante. Ca măsură de precauție, totuși, operațiunile de însămânțare respectă reglementări stricte: de exemplu, în România, lansarea rachetelor antigrindină este interzisă deasupra zonelor populate dens, în apropierea frontierelor sau a obiectivelor strategice, și se coordonează cu autoritățile de trafic aerian. Programele naționale funcționează conform legii și sub monitorizarea autorităților de mediu, iar personalul este specializat pentru a asigura siguranța operațiunilor.
În concluzie, utilizarea iodurii de argint în modificarea vremii reprezintă un exemplu de tehnologie aplicată pe scară largă, științific fundamentată și în general considerată sigură pentru mediu și populație, deși eficiența sa exactă continuă să fie îmbunătățită și evaluată pe baze statistice solide.